# Hristijan Denkovski
Hristijan Denkovski (tiếng Macedonia: Христијан Денковски, sinh ngày 15 tháng 4 năm 1994) là một cầu thủ bóng đá người Macedonia hiện tại thi đấu cho Gokulam Kerala F.C. ở I-League.

## Danh hiệu

### Câu lạc bộ
Rabotnički
- Macedonian Football Cup
  - Á quân: 2011–12

FC Groningen
- Winner: KNVB Cup: 2014–15

Vardar
- Macedonian First League
  - Winner: 2015–16,

## Sự nghiệp
Hristijan Denkovski sinh ra ở Skopje,  Macedonia

## Gokulam Kerala
Năm 2018, Denkovski gia nhập Gokulam Kerala và thi đấu cho câu lạc bộ ở I-League

## Thống kê sự nghiệp
Tính đến 25 tháng 2 năm 2018
| Câu lạc bộ          | Mùa giải            | Giải vô địch        | Giải vô địch | Giải vô địch | Cúp Liên đoàn | Cúp Liên đoàn | Cúp Quốc gia | Cúp Quốc gia | Châu lục | Châu lục  | Tổng    | Tổng      |
| Câu lạc bộ          | Mùa giải            | Hạng đấu            | Số trận      | Bàn thắng    | Số trận       | Bàn thắng     | Số trận      | Bàn thắng    | Số trận  | Bàn thắng | Số trận | Bàn thắng |
| ------------------- | ------------------- | ------------------- | ------------ | ------------ | ------------- | ------------- | ------------ | ------------ | -------- | --------- | ------- | --------- |
| Gokulam Kerala FC   | 2017–18             | I-League            | 0            | 0            | —             | —             | 1            | 0            | —        | —         | 1       | 0         |
| Gokulam Kerala FC   | Tổng                | Tổng                | 0            | 0            | 0             | 0             | 1            | 0            | 0        | 0         | 1       | 0         |
| Tổng cộng sự nghiệp | Tổng cộng sự nghiệp | Tổng cộng sự nghiệp | 0            | 0            | 0             | 0             | 1            | 0            | 0        | 0         | 1       | 0         |